# Sphaerodactylus elegantulus
Sphaerodactylus elegantulus är en ödleart som beskrevs av  Barbour 1917. Sphaerodactylus elegantulus ingår i släktet Sphaerodactylus och familjen geckoödlor. Inga underarter finns listade i Catalogue of Life.